# Tour der australischen Rugby-Union-Nationalmannschaft nach Europa 1976
| Tour der Wallabies nach Frankreich und Italien 1976 | Tour der Wallabies nach Frankreich und Italien 1976 | Tour der Wallabies nach Frankreich und Italien 1976 | Tour der Wallabies nach Frankreich und Italien 1976 | Tour der Wallabies nach Frankreich und Italien 1976 |
| Übersicht                                           | S                                                   | G                                                   | U                                                   | N                                                   |
| --------------------------------------------------- | --------------------------------------------------- | --------------------------------------------------- | --------------------------------------------------- | --------------------------------------------------- |
| Test Matches                                        | 02                                                  | 0                                                   | 0                                                   | 2                                                   |
| Sonstige Spiele                                     | 08                                                  | 4                                                   | 0                                                   | 4                                                   |
| Gesamt                                              | 10                                                  | 4                                                   | 0                                                   | 6                                                   |
|                                                     |                                                     |                                                     |                                                     |                                                     |
| Frankreich                                          | 02                                                  | 0                                                   | 0                                                   | 2                                                   |

Die Tour der australischen Rugby-Union-Nationalmannschaft nach Frankreich und Italien 1976 umfasste eine Reihe von Freundschaftsspielen der Wallabies, der Nationalmannschaft Australiens in der Sportart Rugby Union. Das Team reiste im Oktober und November 1976 durch Frankreich und Italien. Während dieser Zeit bestritt es zehn Spiele, darunter zwei Test Matches gegen die französische Nationalmannschaft, die beide verloren gingen. Hinzu kamen acht weitere Spiele gegen Auswahlteams, bei denen vier weitere Niederlagen hinzu kamen. Das abschließende Länderspiel gegen die italienische Nationalmannschaft wird vom australischen Verband nicht als Test Match gezählt.

## Spielplan
- Hintergrundfarbe grün = Sieg
- Hintergrundfarbe rot = Niederlage

(Test Matches sind grau unterlegt; Ergebnisse aus der Sicht Australiens)
| #  | Datum             | Gegner               | Ort              | Stadion                        | Ergebnis |
| -- | ----------------- | -------------------- | ---------------- | ------------------------------ | -------- |
| 01 | 06. Oktober 1976  | Provence–Côte–d’Azur | Toulon           | Stade Mayol                    | 17:15    |
| 02 | 10. Oktober 1976  | Languedoc            | Narbonne         | Parc des Sports et de l’Amitié | 14:15    |
| 03 | 13. Oktober 1976  | Auvergne             | Clermont-Ferrand | Stade Marcel-Michelin          | 6:10     |
| 04 | 17. Oktober 1976  | Périgord-Agenais     | Périgueux        | Stade Francis-Rongiéras        | 15:9     |
| 05 | 20. Oktober 1976  | Armagnac-Bigorre     | Tarbes           | Stade Maurice-Trélut           | 7:16     |
| 06 | 24. Oktober 1976  | Frankreich           | Bordeaux         | Parc lescure                   | 15:18    |
| 07 | 26. Oktober 1976  | Poitou-Charentes     | La Rochelle      | Stade Marcel-Deflandre         | 12:6     |
| 08 | 30. Oktober 1976  | Frankreich           | Paris            | Parc des Princes               | 6:34     |
| 09 | 01. November 1976 | Sélection française  | Bourg-en-Bresse  | Stade Marcel-Verchère          | 7:25     |
| 10 | 04. November 1976 | Italien              | Mailand          | Arena Civica                   | 16:15    |

## Test Matches
| 24. Oktober 1976 | Frankreich                                                           | 18 : 15        | Australien                                | Parc Lescure, Bordeaux Zuschauer: 6.180 Schiedsrichter: Alan Hosie (Schottland) |
| 24. Oktober 1976 | Versuche: Bertranne Cholley Paparemborde Erhöhungen: Droitecourt (3) | (12:9) Bericht | Straftritte: McLean (4) Dropgoals: McLean | Parc Lescure, Bordeaux Zuschauer: 6.180 Schiedsrichter: Alan Hosie (Schottland) |

Aufstellungen:
- Frankreich: Jean-Luc Averous, Jean-Pierre Bastiat, Roland Bertranne, Gérard Cholley, Michel Droitecourt, Jacques Fouroux , Alain Guilbert, Dominique Harize, Jean-François Imbernon, Alain Marot, Alain Paco, Robert Paparemborde, Jean-Pierre Rives, François Sangalli, Jean-Claude Skrela 
 Auswechselspieler: Armand Vaquerin
- Australien: Patrick Batch, Greg Cornelsen, Ronald Graham, Rodney Hauser, David Hillhouse, James Hindmarsh, Peter Horton, Mark Loane, Paul McLean, John Meadows, Laurie Monaghan, Geoffrey Shaw , Tony Shaw, Reginald Smith, Ken Wright

| 30. Oktober 1976 | Frankreich | 34 : 6         | Australien              | Parc des Princes, Paris Zuschauer: 27.000 Schiedsrichter: Meirion Joseph (Wales) |
| 30. Oktober 1976 | Versuche: Aguirre Averous Bertranne Cholley Harize Rives Erhöhungen: Aguirre (2) Straftritte: Aguirre Dropgoals: Astre | (13:3) Bericht | Straftritte: McLean (2) | Parc des Princes, Paris Zuschauer: 27.000 Schiedsrichter: Meirion Joseph (Wales) |

Aufstellungen:
- Frankreich: Jean-Michel Aguirre, Richard Astre , Jean-Luc Averous, Jean-Pierre Bastiat, Roland Bertranne, Gérard Cholley, Guy Gasparotto, Dominique Harize, Alain Paco, Robert Paparemborde, Jean-Pierre Pesteil, Jean-Pierre Rives, François Sangalli, Jean-Claude Skrela, Armand Vaquerin
- Australien: Patrick Batch, Greg Cornelsen, Phil Crowe, Ronald Graham, Rodney Hauser, David Hillhouse, James Hindmarsh, Peter Horton, Mark Loane, Paul McLean, John Meadows, Geoffrey Shaw , Tony Shaw, Reginald Smith, Ken Wright